# Restitution des biens culturels et historiques à l'Algérie
Les biens culturels et historiques de l'Algérie sont l'ensemble d'œuvres et objets du patrimoine algérien qui ont été emportés, volés, disparus, illicitement exportés, retrouvés et restitués. Ces biens culturels ont été emportés hors de leurs lieux d'existence et qui ont fait l'objet de déplacements, soit par le résultat d'achats, de dons, de legs, de trocs, mais surtout de spoliations, pillages, vols et butins de guerre, ce qui a abouti à une accumulation de ces biens culturels dans des collections principalement occidentales.

## Cadre juridique
La protection des biens culturels trouve son fondement juridique dans les textes et lois suivants :
- La Convention de La Haye signée le 14 mai 1954 et entrée en vigueur le 7 août 1956, qui porte exclusivement sur la protection des biens culturels en cas de conflit armé.
- En vertu de la Convention concernant les mesures à prendre pour interdire et empêcher l'importation, l'exportation et le transfert de propriété illicites des biens culturels, signée le 14 novembre 1970 sous l'égide de l'UNESCO et entrée en vigueur le 24 avril 1972, les « biens culturels » sont sous protection : les biens culturels comprennent tout ce qui a une signification scientifique, historique, artistique ou religieuse, tel que défini à l'article I de la convention[1].
- La Convention d'UNIDROIT sur les biens culturels volés ou illicitement exportés, signée le 24 juin 1995 et entrée en vigueur le 1er juillet 1998, portant sur la restitution des biens culturels volés ou illicitement exportés.
- La loi N° 98-04 du 15 juin 1998 parue au Journal officiel algérien N°44 du 17 juin 1998 relative à la protection du patrimoine culturel algérien, ainsi que ses textes d'application[2].

## Restitution auprès de la France
La question mémorielle concernant la période de colonisation française de l’Algérie allant de 1830 au 5 juillet 1962 a toujours constitué une donnée importante dans les relations entre les deux pays. Cette question concerne beaucoup de dossiers parmi lesquels il y a la restitution de la France des archives et des biens culturels et historiques de l'Algérie.

### Rapport Benjamin Stora
L'historien Benjamin Stora a recommandé en 2021 au président Emmanuel Macron dans son rapport sur les Questions mémorielles portant sur la colonisation et la guerre d’Algérie, les restitutions à l'Algérie de l'épée de l'émir Abdelkader, un résistant qui a mené une lutte contre la conquête de l'Algérie par la France au milieu du XIXe siècle et du canon de Baba Merzoug, symbole de la force navale algérienne, installé depuis 1833 dans le port militaire de Brest, en France,.

### Rapport Sarr-Savoy
Le Rapport Sarr-Savoy sur la restitution du patrimoine culturel africain par l'universitaire et écrivain sénégalais Felwine Sarr et l'historienne de l'art française Bénédicte Savoy et remis au président Emmanuel Macron le 23 novembre 2018, s'est focalisé sur l'Afrique subsaharienne, en excluant les pays de l’Afrique du Nord et l’Égypte, alors que ces pays ont bien subi les mêmes formes de spoliation que l’Afrique subsaharienne. Sur le cas de l'Algérie, un grand nombre de pièces archéologiques parmi les plus belles ont été envoyées aux musées français durant la période coloniale,. Parmi ces pièces archéologiques, on compte la mosaïque de Neptune et Amphitrite, découverte à Cirta en 1842, et la mosaïque représentant une scène d'animaux, découverte à Rusguniae en 1899, toutes les deux actuellement exposées au musée du Louvre.

### Questions mémorielles entre l'Algérie et la France
Le 29 avril 2020, le président algérien Abdelmadjid Tebboune nomme le directeur général des Archives nationales Abdelmadjid Chikhi au poste de conseiller auprès du président de la République chargé des archives et de la mémoire nationale. Sa mission est de rétablir la vérité sur la période coloniale avec son binôme français, l’historien Benjamin Stora. Abdelmadjid Chikhi est un ancien combattant de la guerre d’indépendance, il est réputé être un conservateur, inflexible sur le principe de la souveraineté nationale et la restitution de la quasi-totalité des archives et reliques détenues par la France. Il est un fervent partisan de l’abrogation du texte de loi française préconisant la protection du secret de défense nationale,. Le 12 octobre 2023, le président Abdelmadjid Tebboune met fin aux fonctions du conseiller Abdelmadjid Chikhi, qui a été admis à la retraite, sans communiquer le nom de son remplaçant qui sera chargé du dossier des archives et de la mémoire nationale. Désormais, c'est Mohamed Lahcen Zeghidi, ancien directeur du musée national du moudjahid d'Alger et professeur à l’université d’Alger, qui est nommé président de la Commission algérienne Histoire et Mémoire. La commission mixte d’historiens français et algériens « Histoire et Mémoire » s’est réunie à plusieurs reprises, d'où il a été convenu l’approfondissement du travail historiographique, le remise de documents numériques sur la période coloniale, la restitution des archives restantes relatives à la période ottomane, soit avant 1830, et la restitution à l’Algérie de biens symboliques,,.
La commission mixte d’historiens algériens et français rend public, le 27 mai 2024, un document résumant les résultats de sa cinquième rencontre, tenue à Alger du 20 au 24 mai 2024. La partie algérienne a soumis une liste ouverte de biens historiques et symboliques, devant être restitués par la France à l’Algérie. Le document en question n’a pas donné de chiffre précis sur les biens réclamés.

### Les archives
La France a restitué à l'Algérie une partie des archives de la période coloniale (1830-1962) qu'elle conservait, mais elle a gardé la partie concernant l'histoire coloniale et qui relève, selon elle, de la souveraineté de l'État français. Pour sa part, l'Algérie exige de la France qu'elle lui remette la totalité des archives la concernant. En 2020, l'Algérie a déclaré qu'elle pourrait recourir à l'arbitrage international pour résoudre son différend avec la France concernant les archives de l'époque coloniale française (1830-1962), y compris ceux datant de l'époque de la régence d'Alger (1518-1830). Le 26 septembre 2024, le co-président de la commission conjointe d’historiens algériens et français, Mohamed Lahcen Zeghidi, a annoncé que l’Algérie a récupéré plus de 2 250 000 documents, datant de l’époque coloniale française.

### Les crânes des combattants algériens
Le 4 juillet 2020, la France a restitué à l'Algérie les 24 crânes des combattants algériens tués au début de la colonisation française, conservés depuis plus d'un siècle et demi au Muséum national d'histoire naturelle de Paris. Selon un recensement effectué en avril 2018, le nombre de crânes d'Algériens conservés au musée de l'Homme à Paris s'élève à 536, provenant de toutes les régions d'Algérie, dont 70 crânes appartenant aux résistants du massacre de Zaâtcha en 1849.

### Biens culturels
Sur le plan juridique, la France protège les collections publiques de ses musées par les principes d'inaliénabilité de propriété et d'appartenance au patrimoine national. La décision de restitution ne pouvant dès lors être prise que par le gouvernement ou le Parlement.
En 1969, la France a restitué aux autorités algériennes près de 293 œuvres d'art (157 peintures et 136 dessins) conservées par le musée du Louvre, en application d'un accord conclu le 11 juillet 1968 entre les deux pays. Au moment où se profilait l'indépendance de l'Algérie, les autorités françaises avaient transférés en mai 1962 une partie des collections du musée national des Beaux-Arts d'Alger, qui furent déposés dans les réserves du Louvre. L'Algérie, devenue indépendante, en réclama la restitution en avançant que ces œuvres étaient la propriété du musée des Beaux-Arts d'Alger et avaient été acquises sur son budget ou celui de la colonie,. Parmi ces toiles, des chefs-d’œuvre de la peinture française : Claude Monet, Auguste Renoir, Camille Pissarro, Edgar Degas, Eugène Delacroix.
Le président français Valéry Giscard d'Estaing, lors de sa visite en Algérie en avril 1975, offre à l’Algérie un portrait de l’émir Abd el-Kader peint par Léon Cogniet.
En 2003, lors de la visite du président Jacques Chirac en Algérie, il a restitué aux autorités le sceau du dey d'Alger Hussein Dey remis au maréchal de Bourmont commandant les troupes françaises lors de l'expédition d'Alger, à la suite de la signature de l'accord de soumission du régent d'Alger Hussein Dey, qui a mis fin au régime de la régence d'Alger.
En 2006, la ministre de la Culture Khalida Toumi déclare à la presse que l'Algérie a demandé la restitution des têtes coupées de statues trouvées lors des fouilles archéologiques effectuées à Cherchell, ainsi que de copies de gravures rupestres du Tassili faites par Henri Lhote. Elle a évoqué également les registres des musées nationaux pris par la France après l’indépendance du pays en 1962, malgré les demandes renouvelées auprès des autorités françaises et qui sont restées sans réponse.
Le président François Hollande avait effectué une visite officielle en Algérie les 19 et 20 décembre 2012, et avant cette visite l'entourage du président avait évoqué l'idée de restituer le canon Baba Merzoug, mais celle-ci s’est heurtée à plusieurs obstacles juridiques, car cette pièce est propriété de l’hôtel de Brienne, et fait partie de l’histoire de la Marine nationale française. Aussi, il a été évoqué la restitution des clés de la citadelle d'Alger remises par le dey Hussein à l’armée française après la capitulation de la ville en 1830 ; mais cette idée rencontrait une forte résistance au sein du ministère de la Culture française, avançant que les clés en question sont la propriété du musée de l’Armée à Paris et qu'elles sont inaliénables et imprescriptibles.
En décembre 2023, le ministre algérien des Affaires étrangères Ahmed Attaf déclare à la plateforme Atheer de la chaîne Qatarie Al Jazeera que les autorités françaises ont refusé de restituer l’épée et le burnous de l’émir Abdelkader, arguant la nécessité d’une loi.

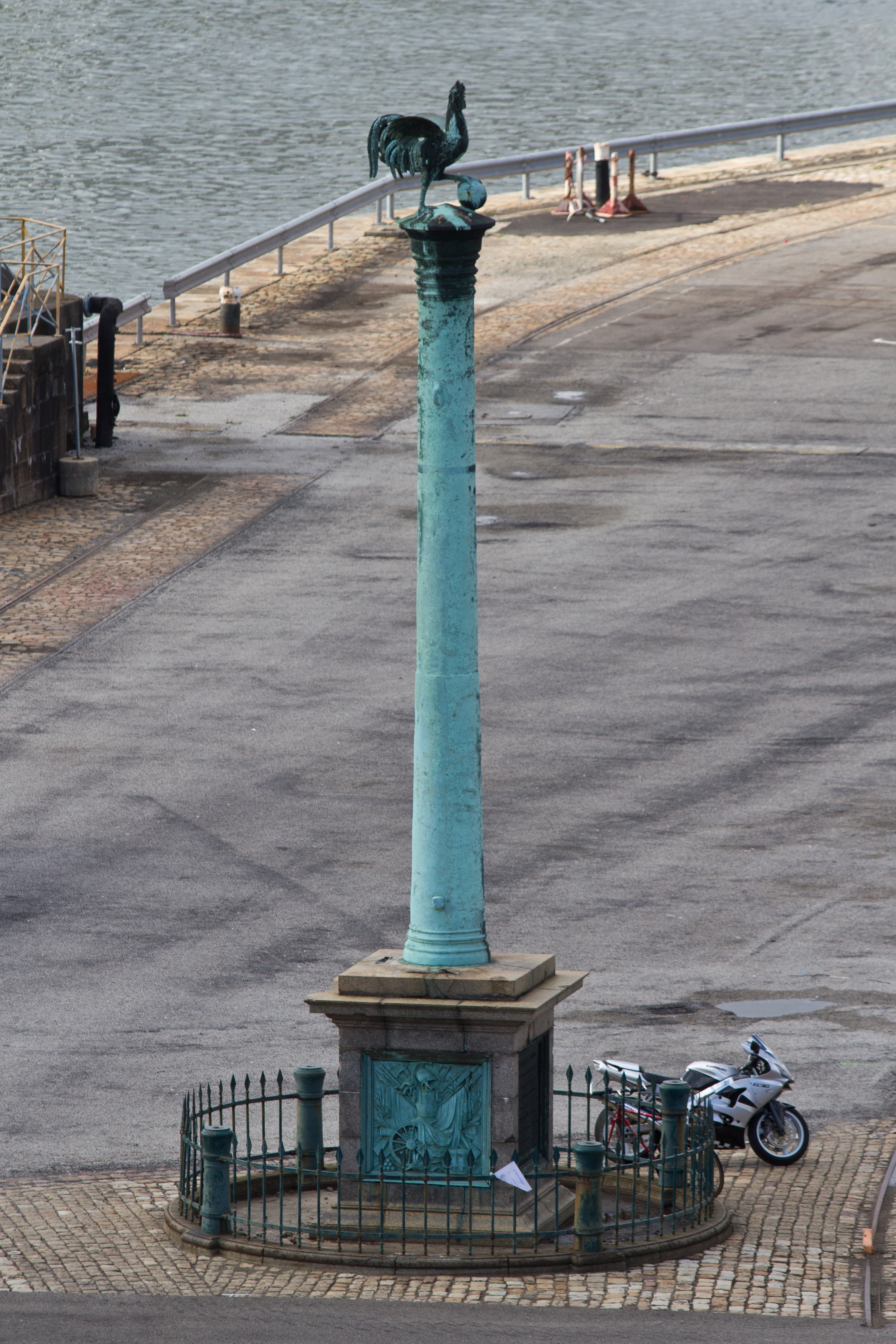
Le canon Baba Merzoug à Brest.

### Fonds algérien dans les bibliothèques françaises
Les bibliothèques françaises sont aussi les grandes bénéficiaires des partitions des ensembles culturels. Ce Fonds algérien est constitué de livres, manuscrits anciens, archives, cartes géographiques, estampes, photographies, partitions, documents sonores, vidéos, multimédias numériques ou informatiques, et cinématographiques, qui se sont retrouvés dans des bibliothèques françaises publiques et privées. Dès le début de la colonisation, les bibliothèques algériennes privées et publiques avaient été dévastées, soit par la destruction, soit par le pillage des livres et manuscrits. Une grande partie de ce précieux patrimoine détourné fut offert à la Bibliothèque nationale de France et à d'autres bibliothèques de l'Hexagone. On peut citer les 37 manuscrits de l’émir Abdelkader, récupérés à la suite de la prise de la Smala en mai 1843 par le duc d'Aumale Henri d’Orléans, intégrés dans sa bibliothèque personnelle et qui sont conservés actuellement à la bibliothèque du musée Condé à Chantilly. Ces manuscrits sont datés entre le XVIe siècle et le XIXe siècle et rédigés en arabe et en berbère. Aussi, il y a la bibliothèque personnelle du Cheikh El Haddad, qui fut confisquée lors de l'insurrection de 1871-1872 et qui a été intégrée dans les collections de la Bibliothèque universitaire des langues et civilisations à Paris ; d'ailleurs, la bibliothèque elle même reconnaît que : 

« les modalités d’entrée de ces documents dans les collections de la Bibliothèque restent mal connues. Les liens avec la répression de l’insurrection semblent toutefois évidents, même s’ils ne sont pas encore éclaircis. La seule trace d’archive identifiée à ce jour lie l'arrivée de ces documents à un envoi du général Galliffet, alors commandant militaire dépêché dans la région de Constantine. »

Un incendie est perpétré le 7 juillet 1962 par l'organisation de l'armée secrète (OAS) dans la bibliothèque universitaire (BU) de la faculté d'Alger, qui était l'une des bibliothèques les plus anciennes et les plus riches dans le monde arabe et en Afrique, comptant près de 600 000 ouvrages scientifiques et des manuscrits inédits en arabe et en latin, dont seulement 80 000 ouvrages ont été sauvés. Quelques mois avant l'incendie, qui a ravagé la BU, un nombre important de manuscrits avaient été transférés en France et n'ont pas été restitués à l'Algérie.

### Déclaration d'Alger
Lors de la visite du président français Emmanuel Macron en Algérie le 25, 26 et 27 août 2022, il a signé avec la président algérien Abdelmadjid Tebboune la Déclaration d’Alger pour un Partenariat renouvelé entre la France et l’Algérie. Cette déclaration a pour but de définir un agenda conjoint  d’avenir à horizon 2030 concernant six volets, parmi lesquels le volet Histoire et mémoire :

« Les deux parties entreprennent d’assurer une prise en charge intelligente et courageuse des problématiques liées à la mémoire dans l’objectif d’appréhender l’avenir commun avec sérénité et de répondre aux aspirations légitimes des jeunesses des deux pays. Dans cette perspective, elles conviennent d’établir une commission conjointe d’historiens français et algériens chargée de travailler sur l’ensemble de leurs archives de la période coloniale et de la guerre d’indépendance. Ce travail scientifique a vocation à aborder toutes les questions, y compris celles concernant l’ouverture et la restitution des archives, des biens et des restes mortuaires des résistants algériens... »

## Pillage colonial et restitution auprès d'autres pays
L'absence d'un inventaire des pièces archéologiques prélevées sur les sites archéologiques en Algérie durant la colonisation française et qui ont été emportées en France, puis ont atterri dans des musées, maisons de vente, marchands d’art et collectionneurs hors du territoire français, sans avoir soigneusement et entièrement recherché leur origine et toute la documentation légale pertinente, rend la tâche très difficile pour leur restitution. Si au niveau des musées il est facile de les retrouver, par contre dans les collections privées la tâche demeure difficile. Certaines pièces sont conservées au British Museum, aux musées du Vatican et au Metropolitan Museum of Art. Par exemple, le musée du Vatican possède un coffret-reliquaire argenté (Capsella Africana) datant du (Ve siècle - VIe siècle), retrouvé en 1884 à Henchir-Zirara (ou Aïn-Zirara) près de l'actuelle Constantine (Algérie), dans une basilique paléochrétienne, offert en 1888 par le cardinal Charles Lavigerie (archevêque d'Alger) au pape de l’Église catholique Léon XIII. Au Canada, des groupes autochtones ont demandé la restitution de leurs biens culturels. Les musées du Vatican abritent des dizaines de milliers d’artefacts et d’œuvres d’art réalisées par des peuples autochtones du monde entier, dont une grande partie a été envoyée à Rome par des missionnaires catholiques. Le Vatican a déclaré que sa collection était constituée en partie de cadeaux offerts aux papes et à l'Église, à travers les âges.
L'auteure anglo-irakienne Ruqaya Izzidien, plaide pour que les biens culturels pillés soient restitués par les musées, puisqu'il s'agit d'un butin du pillage colonial :

« En omettant de reconnaître les origines criminelles d’objets appartenant légitimement à d’autres nations ainsi que les dommages qui se poursuivent aujourd’hui, les musées contribuent à la nostalgie coloniale. »

## Entre restitution et acquisition
Entre la restitution et l'acquisition, le but est unique, à savoir la préservation et la sauvegarde du patrimoine national et enrichir les collections publiques. La question de la restitution des biens culturels met les autorités publiques chargées du patrimoine et leurs collections au cœur d’importantes tensions politiques, diplomatiques et institutionnelles. Elle illustre bien la dimension politique et diplomatique de la question. Et pour l'acquisition, les autorités publiques misent en parallèle sur l’encouragement de la donation en levant les contraintes et les formalités pour l'acquisition des œuvres et leurs transmission par voie de donation afin d'enrichir les collections et garantir leurs diffusion à travers les musées.
En Algérie, les musées nationaux ont été autorisés à recevoir des dons d'œuvres de particuliers et d'entreprises pour leurs collections. En application de la loi de finances de 2010, le ministère de la Culture a promulgué le décret exécutif du 22 mars 2011 relatif au sponsoring et au mécénat dans le domaine de la culture. La nouvelle réglementation permet aux personnalités morales et physiques de pouvoir faire don d'œuvres aux musées, en contrepartie le montant des œuvres est déduit de l'impôt sur les sociétés de ces sociétés avec un plafond de 30 millions de dinars. Ces nouvelles dispositions visent à récupérer les œuvres algériennes actuellement à l'étranger et les faire entrer dans les collections nationales.

### Acquisitions par l'État
En 2003, l'ambassadeur d'Algérie en Syrie, Kamel Bouchama, rapatrie l’éventail du dey Hussein, ainsi que d'autres objets ayant appartenu à l'émir Abdelkader, auprès de la famille de l'émir et qui sont actuellement exposés au musée central de l'Armée à Alger. Cet « éventail » qui a servi de prétexte pour la conquête de l'Algérie par la France est en réalité un chasse-mouche. Cet objet est d'une valeur inestimable et fait désormais partie du patrimoine historique et de la mémoire collective de l'Algérie.

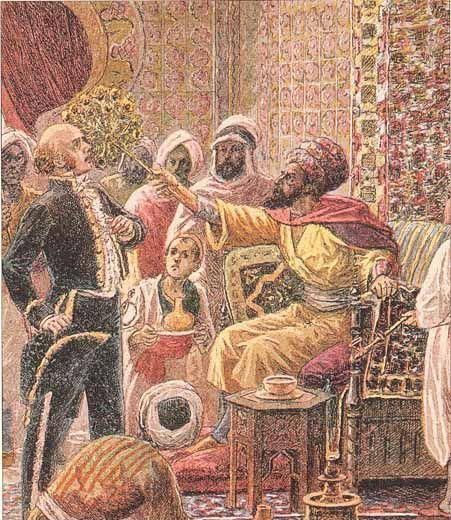
Illustration de la scène qui s'est déroulée entre le dey Hussein et le consul français Pierre Deval ; c'est le casus belli qui provoque le blocus maritime d'Alger par la marine royale française en 1827.

En 2004, et dans le cadre de la sauvegarde du patrimoine national, la société nationale pétrolière Sonatrach a acquis 174 toiles de l'artiste peintre américaine disparue Juanita Guccione (en), auprès de son fils et unique héritier légal, Djelloul Marbrook. Cette artiste a réalisé ces œuvres pendant son séjour à Bou Saâda au sud-est de l'Algérie. Son fils a souhaité que ce patrimoine dans son ensemble revienne au pays qui l’a enfanté. En 2012, la Sonatrach a remis les 174 toiles au musée national des Beaux-Arts d'Alger.
En 2017, et dans le cadre de la préservation de la mémoire algérienne et les efforts déployés par l'État pour la récupération de toutes les pièces archéologiques et objets d’art algériens existant à l’étranger, pas moins de 600 documents d’archives de valeur historique sur l’Algérie et l’Afrique en général ont été acquis par la bibliothèque nationale d'Algérie lors d'une vente aux enchères organisée par la maison Marambat de Malafosse à Toulouse, en France. Ces documents remontant à la période de la régence d'Alger et aux premières années de la colonisation française sont constitués de livres, photographies, manuscrits et cartographies. La vente aux enchères s'est caractérisée par une concurrence féroce émanant d’institutions françaises et de collectionneurs privés.
En avril 2023, les autorités algériennes déclarent avoir récupéré un manuscrit islamique rare qui remonte à 1659, que les autorités coloniales s'étaient accaparé en 1842 après une attaque menée par l’armée française contre l’émir Abdelkader dans les montagnes de l’Ouarsenis. En effet, ce manuscrit en langue arabe appartenant à El-Hâdî Abû as-Surûr ben‘Abd ar-Rahmân al-‘Abadî ash-Shafi’î était mis en vente aux enchères en ligne sur un site français au mois de mars 2023, et une fois l'information relayée sur les réseaux sociaux, des Algériens se sont mobilisés pour éviter cette vente, ce qui a poussé la maison de vente à le retirer des enchères et à le remettre au consulat d'Algérie à Nantes.
En mai 2023, l’ambassade d'Algérie au Royaume-Uni déclare avoir récupéré un pistolet algérien long de 61 cm, incrusté de corail rouge avec étui à silex datant de la période de l’empire ottoman (XVIIIe siècle) et œuvre de l’armurier algérien Mohamed Al-Mawhoub. Ce pistolet était présenté à la vente aux enchères par la maison britannique Bonhams. Il fait partie d'un lot d'armes à feu, fabriquées principalement pour être offertes comme cadeaux diplomatiques sous le règne de Hammouda Pacha, Bey de Tunis (1759-1814).
En juin 2023, le ministère algérien de la Culture et des Arts annonce avoir récupéré, en coordination avec les services du ministère algérien de Affaires étrangères et de la Communauté nationale à l’étranger, sept pistolets datant de l’époque ottomane et qui étaient proposés à la vente aux enchères en ligne, à Londres, avant que l’État algérien intervienne pour les récupérer.
En juillet 2023, l’ambassade d'Algérie en Suisse récupère deux fusils algériens qui remontent à l’époque ottomane, datant du (XVIIIe siècle). Le premier fusil fut acquis auprès d’une famille suisse qui l’a mis aux enchères, et le deuxième fusil était destiné à la vente aux enchères à Zurich.
En octobre 2023, le ministère algérien de la Culture et des Arts annonce la récupération de l’épée de l’émir Abdelkader, dont la vente aux enchères était programmée à Paris. La récupération a été effectuée en coordination avec les services de l’ambassade d'Algérie en France. D’une longueur de 107 cm, l’épée fabriquée en argent est datée de 1808-1883.

### Donation de Salim Becha
La donation la plus importante de l'histoire de l'Algérie indépendante est de 2013, faite par maître Salim Becha, un notaire algérois. Cette collection contient près de 8000 pièces archéologiques et œuvres d'art. La donation est classée en peintures, enluminures et miniatures, manuscrits, céramiques, cuivres, industries lithiques, fossiles, armes, bois, bronzes, masques africains, médaillons, mobiliers, poteries, numismatique, tapisseries et textiles. Elle concerne aussi différentes périodes depuis la Préhistoire à l'époque moderne et contemporaine, ainsi que plusieurs pays du monde dont l'Algérie. La collection comprend plus de 370 tapis de Babar des Aurès, une centaine de peintures de Tahar Ouamane, Baya Mahieddine, Ali Kerbouche, Mohammed Racim, Ahmed Fellahi, M'hamed Issiakhem, Mustapha Nedjai, Mohamed Nedjar, Hocine Ziani, Ismaïl Samsom, Noureddine Chegrane, et Moussa Bourdine.

## Lutte contre le trafic de biens culturels
Le trafic de biens culturels est florissant en Algérie. Le patrimoine culturel algérien renfermant des pièces archéologiques de valeur a subi son plus grand pillage au cours des dix premières années post-indépendance du pays. Ce pillage s’est encore accentué durant la décennie de lutte contre le terrorisme (1992-2002), conduisant à de grands dégâts concernant ce patrimoine. Il continue de provoquer une véritable hémorragie du patrimoine national. Les contrebandiers font généralement partie d’un réseau international spécialisé dans le trafic des pièces archéologiques. Ils possèdent des extensions à l’étranger leur permettant d’écouler les pièces volées, particulièrement en Europe. Le cadre réglementaire et institutionnel pour la protection de ce patrimoine existe mais il demeure inefficace face à l'ampleur de ce fléau. Les différentes failles dans les lois ont créé des brèches pour les réseaux de la contrebande,.
Selon les services des douanes algériennes « 38 % des contrebandiers sont âgés entre 39 et 74 ans et sans aucun niveau d’instruction, 8 % sont des universitaires, 7 % des agents de sécurité affectés dans les musées ou sur les sites archéologiques, 17 % des agriculteurs et 30 % des chômeurs. Les wilayas de l’Est algérien, notamment Batna, Souk Ahras, Mila, Khenchela et Constantine, sont les régions les plus touchées par ce trafic. Les pertes dues à ce trafic du patrimoine archéologique et culturel algérien sont estimées à 6 milliards de dollars ». Le bilan communiqué par la Direction générale des Douanes des saisies de biens culturels pour la période de 2018 au premier trimestre de 2023, fait ressortir la récupération de 821 pièces et ustensiles antiques, 63 pièces de mosaïque de l’époque ottomane, 48 pièces archéologiques, 22 pièces de monnaie antique, 14 pièces fossilisées, 12 épées, 6 statues, 5 pistolets de fabrication artisanale, 3 vases, un masque et une pyxide en os de l’époque romaine.
Quant au bilan des services de la sûreté nationale pour la période de 2016 au premier trimestre 2019, il fait état de 8 600 biens culturels récupérés, dont 7 500 pièces de monnaie.
La cellule de protection des biens culturels de la Gendarmerie nationale a enregistré 372 affaires de trafics de pièces archéologiques depuis le 1er janvier 2005 et jusqu’à la mi-mai 2015. Les investigations ont été soldées par l’arrestation de 450 personnes et la saisie de 22 535 pièces archéologiques.
D'après les chiffres communiqués par la Direction de la protection légale des biens culturels et de la valorisation du patrimoine national, plus de 50 000 pièces numismatiques, des tableaux de peinture à l'huile et antiquités remontant à différentes époques historiques, ont été récupérées depuis 2005 jusqu'au mois d'avril 2023, de l'étranger pour certaines, grâce aux efforts des différents corps sécuritaires spécialisés au niveau national, et en coordination avec les services du ministère algérien de la Culture.

## Biens culturels volés, disparus ou retrouvés

### Récupérés
- Le buste en marbre qu’aurait réalisée le célèbre sculpteur grec Phidias, représentant une femme que certains l'attribuent à la divinité grecque Hygie, d'autres la considérant comme une figurine inconnue et l’ont ainsi baptisé Aïda, a été restituée à l’ambassade d’Algérie en Allemagne par les autorités judiciaires de la ville de Munich. Cette œuvre archéologique a été volée du musée de Skikda en 1996 et retrouvée chez un particulier en Allemagne[60].

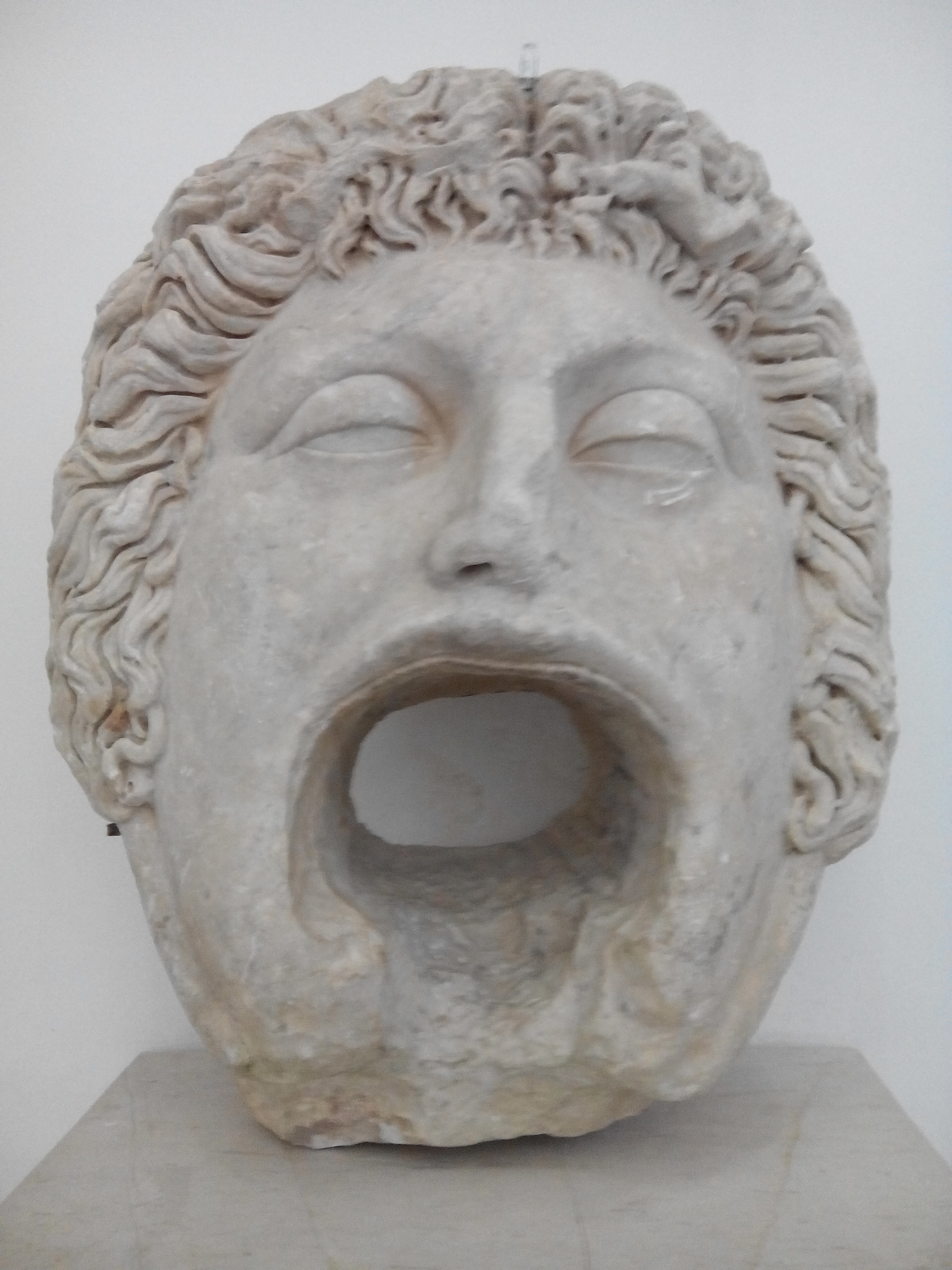
Le masque de Gorgone.

- Le Masque de Gorgone qui date de l'époque romaine (IIIe siècle ou IVe siècle) et découvert sur le site archéologique d'Hippone en 1930, a été volé en 1996 du site antique d'Hippone, avant d'être retrouvé en 2011 en Tunisie dans la maison du gendre du président tunisien déchu Zine el-Abidine Ben Ali, en pleine révolution tunisienne. Il fut récupéré par les autorités algériennes de Tunisie en 2014[61],[62].

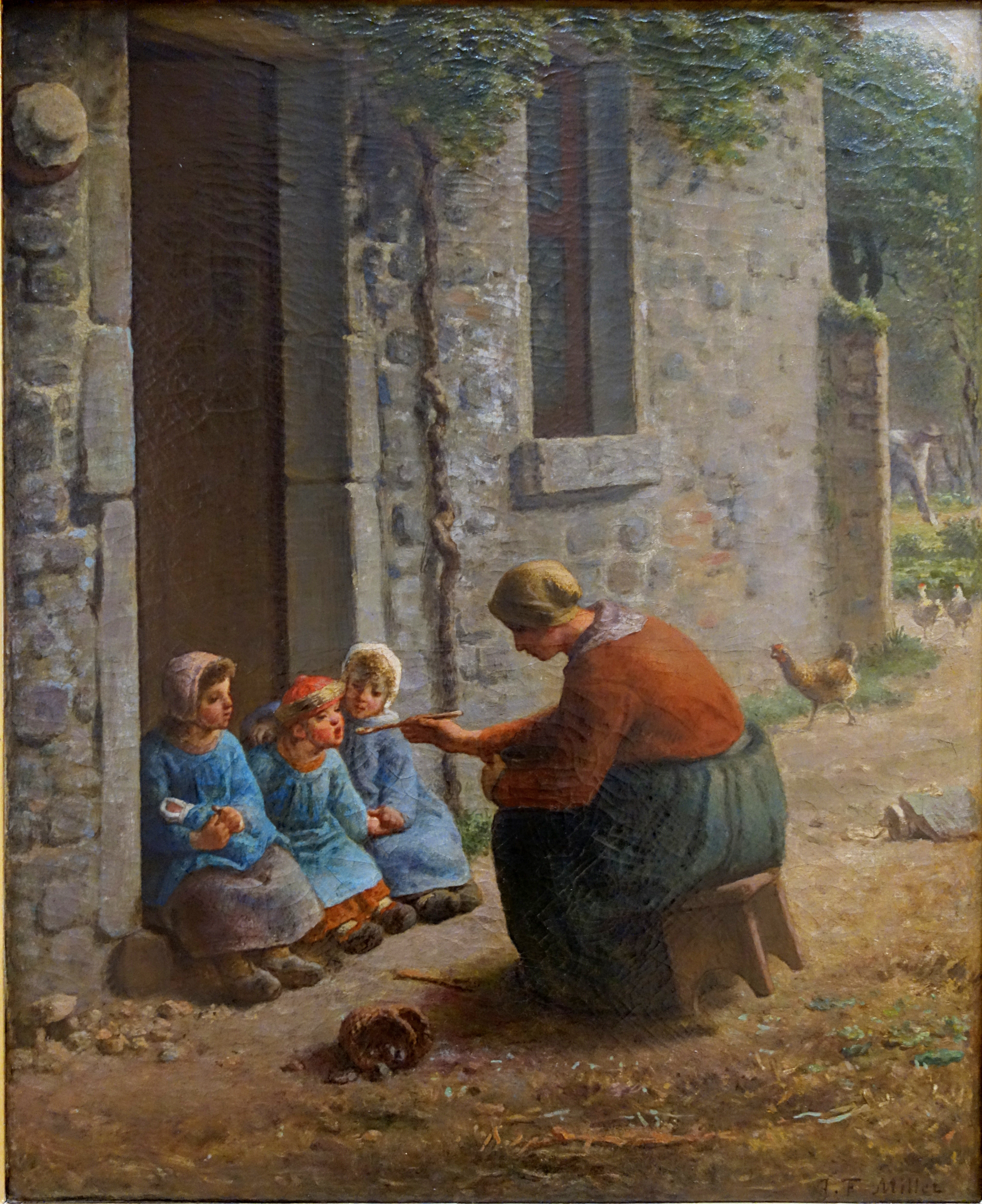
La Becquée de Jean-François Millet.

- La Becquée « Femme faisant manger ses enfants » (1848), toile de Jean-François Millet, a été volée le 14 octobre 1985 du musée national Zabana d'Oran, retrouvée en France en décembre 2001. L'œuvre a été récupérée à Paris par les autorités algériennes le 8 avril 2014[63].

- Le buste en marbre de l’empereur romain Marc Aurèle avait été dérobé en 1996 du musée de la ville de Skikda, et récupéré en 2004 chez Christie's lors d'une vente aux enchères internationale à New York. En janvier 2008, il a été a restitué à l’ambassadeur d’Algérie aux États-Unis par l’United States Immigration and Customs Enforcement (ICE), l’agence fédérale chargée de l’application de la loi en matière d’immigration et de douanes[64].

### Non récupérés
- En 1996, neuf statues en marbre, représentant des divinités et des empereurs romains, ont été volées du théâtre romain de Guelma, n'ont toujours pas été retrouvées. Parmi lesquels les bustes des empereurs Caracalla, Septime Sévère et Hadrien, de l'impératrice Julia Domna, ainsi que celui du héros de la mythologie grecque Héraclès[65],[66]. Ces bustes sont toujours recherchés par Interpol.

- En 1996, neuf statues en marbre (trois têtes de femmes et six têtes d'hommes[67]) ont été volées au musée de Skikda, dont seulement deux ont été retrouvés, le buste de Marc Aurèle a été retrouvé et restitué aux autorités algériennes, découvert lors d'une vente aux enchères chez Christie's à New York et la tête en marbre d'Hygie retrouvée chez un particulier en Allemagne[68],[69]. Le sort des sept autres sculptures demeure inconnu et les recherches sont entre les mains d'Interpol.

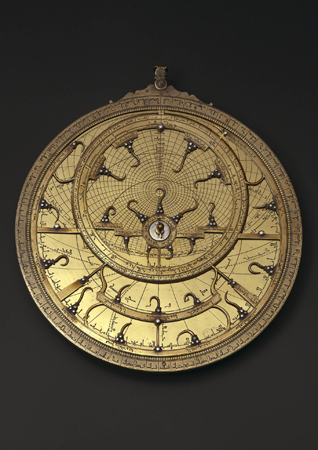
Astrolabe de Djamaâ el Kebir d'Alger.

- En 2009, l'ancien ministre algérien de l'Éducation nationale Ahmed Djebbar annonce dans une conférence organisée à Alger avoir découvert que l'astrolabe ayant appartenu à Djamaâ el Kebir d'Alger datant du XVIIIe siècle vient d'être retrouvé en France chez un propriétaire particulier qui en a hérité dans le cadre d'un héritage familial et qui veut le vendre de gré à gré. D'après l'ancien ministre, il est fort probable que cet instrument a disparu de la mosquée au début de la colonisation française de l'Algérie en 1830, parce qu'avant cette date, c'était la régence d'Alger qui gérait les biens habous ou waqf[70].

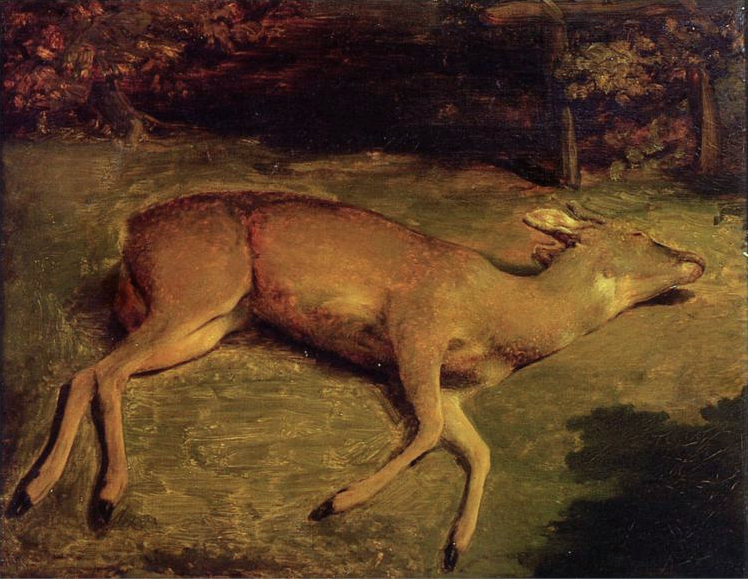
La Biche morte de Gustave Courbet.

- Dans la nuit du 24 au 25 octobre 1985, deux tableaux de Gustave Courbet dont La Vierge et l'Enfant et La Biche morte sont volés au musée national Zabana d'Oran. Le tableau La Biche morte réapparaît dans le catalogue d'une vente publique à Paris, le 19 décembre 2001. Il est retiré de la vente et saisi par les services de police. L’œuvre a été officiellement remise à la direction des musées de France par l'Office central de lutte contre le trafic des biens culturels le 9 octobre 2002. L'arrêté de fin de dépôt au musée d'Oran est signé les jours suivants et l’œuvre est transférée au musée d'Orsay, le 29 octobre 2002[71]. En Algérie, la non-restitution du tableau au musée d'Oran soulève beaucoup d'interrogations[72],[73]. Toutefois, en retraçant l'histoire de l’œuvre, il apparaît que le musée d'Oran n'était pas propriétaire de l’œuvre, mais simplement dépositaire du tableau depuis 1953. En effet, ce dernier est saisi entre septembre et novembre 1942 par la Möbel Aktion-Bilder et transféré en Allemagne à la fin de la Seconde Guerre mondiale. Lors de la débâcle allemande, il est rapatrié vers la France en 1947, puis attribué au musée du Louvre par l'Office des biens et intérêts privés en 1951. Il est déposé au musée d'Oran, alors sous administration française, en 1953[74]. Mais, avant la visite officielle du président François Hollande en Algérie les 19 et 20 décembre 2012, l’Élysée a envisagé de restituer ce tableau de Gustave Courbet, et dont les deux États en revendiquent la propriété, chose qui n'a pas été faite. La Vierge et l'Enfant est toujours recherchée par Interpol[75].

- La base de données d'Interpol des œuvres et objets volées fait apparaître que cinq peintures volées aux musées algériens sont toujours recherchées. L'une portant le titre de Caravan in Algeria (dimensions : 41,5 × 30,5 cm) de Prosper Marilhat, une autre portant le titre de The country house (dimensions 31 × 30,5 cm) d'Antoine Vollon, une troisième portant le titre de Environs de Cagnes (dimensions 34 × 16,5 cm) d'Auguste Renoir, la quatrième d'un artiste inconnu du XIXe siècle, portant le titre de Virgin of the sorrows (dimensions 80 × 130 cm), et la cinquième portant le titre Tabergda south of Khenchela (dimensions 37 × 19,5 cm), de José García Ortega. Aussi, dans cette base de données on trouve d'autres objets qui sont toujours recherchés, tels qu'un sistre en bronze de 21 cm de hauteur découvert dans une tombe funéraire représentant Isis, des pistolets datant des XVIIIe siècle et XIXe siècle, et des pièces archéologiques en marbre. Les photos et détails de ces œuvres ainsi que d'autres objets sont consultables sur l'application ID-Art d'Interpol. C'est un logiciel opérationnel qui sert à la lutte contre les atteintes au patrimoine culturel et qui permet à la reconnaissance d'images pour comparer des photos avec celles d'objets enregistrés dans la base de données[76].